# Heliococcus varioporus
Heliococcus varioporus är en insektsart som beskrevs av Matesova 1968. Heliococcus varioporus ingår i släktet Heliococcus och familjen ullsköldlöss. Inga underarter finns listade i Catalogue of Life.